# Mühlbach am Glan
Mühlbach am Glan ist ein Ortsteil der im rheinland-pfälzischen Landkreis Kusel gelegenen Ortsgemeinde Altenglan.

## Lage
Der Ort liegt im Nordpfälzer Bergland unmittelbar südöstlich der Ortslage des Hauptortes Altenglan am namensgebenden Glan.
Zu Mühlbach gehören auch die Wohnplätze Dreikönigszug, Kellerhäuschen und Mühlbacher Hof.

## Geschichte
Der Ort wurde im Jahr 1255 erstmals urkundlich erwähnt. Nach dem Zweiten Weltkrieg wurde er dem Landkreis Kusel zugeschlagen. Im Zuge der rheinland-pfälzischen Verwaltungsreform wurde Mühlbach am 7. Juni 1969 in den Nachbarort Altenglan eingemeindet.
Im 18. und 19. Jahrhundert gab es intensiven Bergbau auf Quecksilber-Erze, siehe: Liste von Bergwerken in der Pfalz.

## Politik
Der Ortsteil Mühlbach am Glan ist einer von zwei Ortsbezirken der Ortsgemeinde Altenglan und verfügt über einen eigenen Ortsbeirat sowie einen Ortsvorsteher.
Der Ortsbeirat besteht aus fünf Mitgliedern und der ehrenamtlichen Ortsvorsteherin als Vorsitzender.
Diana Schmitt ist seit 2019 Ortsvorsteherin von Mühlbach. Schmitts Vorgänger war Felix Schäfer.